# Palmeiras Nordeste Futebol
Die Palmeiras Nordeste Futebol Ltda. war ein Fußballverein aus Feira de Santana, im brasilianischen Bundesstaat Bahia.

## Geschichte
Palmeiras wurde am 10. August 2000 als Associação Atlética Independente gegründet. In seinem Gründungsjahr nahm man ab Oktober an der dritten Liga der Staatsmeisterschaft von Bahia teil. Im Dezember schloss man die Liga als Meister ab, welches mit dem Aufstieg in die Segunda Divisão 2001 verbunden war. In dieser erreichte der Klub das Finale gegen den Grapiúna AC. Die Spiele endeten mit 3:0 und 1:1. Neben dem Titel der Meisterschaft konnte der Klub auch den Aufstieg in die oberste Spielklasse der Staatsmeisterschaft für 2002 feiern.
2002 ging der Klub eine Kooperation mit der SE Palmeiras aus São Paulo ein, infolge derer der Klub sich in Palmeiras Nordeste Futebol umbenannt. Sein Debüt in der Staatsmeisterschaft war recht erfolgreich. Die ersten Phase des Turniers wurde man Gruppenerster. Damit qualifizierte sich der Klub für die Supercampeonato gegen den Gruppenzweiten. Diesen konnte Palmeiras gegen den Cruzeiro FC (BA) mit 1:1 und 2:0 gewinnen. Beide Klubs sowie der AD Catuense durften an der zweiten Runde der Staatsmeisterschaft teilnehmen. An dieser nahmen zusätzlich der EC Vitória, EC Bahia und der Fluminense de Feira FC teil. Diese waren als für diese gesetzt gewesen. In der zweiten Runde belegte Palmeiras den letzten Platz. Der Gewinn des Supercampeonato berechtigte den Klub an der Teilnahme an der Série C 2002. In dieser schied man bereits in der Gruppenphase aus.
Wie bereits 2002 nahm der Klub 2003 neben der Staatsmeisterschaft auch am Taça Estado da Bahia, der damaligen Ausgabe des Staatspokals, teil. In diesem konnte der Klub das Finale erreichen. Hier traf man wieder auf den Cruzeiro FC und konnte sich mit 1:0 und 1:1 durchsetzen. Eine weitere Besonderheit in dem Jahr war die Teilnahme am Copa do Nordeste 2003. Bereits in der ersten Runde unterlag Palmeiras dem CS Sergipe mit 0:2. Im Jahr darauf beendete die SE Palmeiras die Zusammenarbeit mit dem Klub aus Bahia. Dieses hatte umgehend negative Folgen für den Klub. In der Staatsmeisterschaft 2004 schied man bereits in der Gruppenphase aus. In der Folgesaison musste der Klub in die Relegation. In dieser musste Palmeiras gegen den SC Camaçariense antreten. Die Spiele endeten 1:1 und 0:0. Aufgrund der schlechteren Ergebnisse in Gruppenphase, musste Palmeiras in die Segunda Divisão 2006 absteigen. Zu dieser wurde der Klub nicht mehr gemeldet. Anfang des Jahres löste sich der Klub dann auf, wahrscheinlich im Mai 2007.
Mit dem Independente Esporte Clube wurde Ende Mai 2007 ein neuer Klub in der Stadt gegründet, welcher in die Fußstapfen von Palmeiras treten sollte.

## Teilnahme an Fußballwettbewerben
| Wettbewerb                          | Teilnahmen |
| ----------------------------------- | ---------- |
| Série C                             | 2002       |
| Staatsmeisterschaft                 | 2002–2005  |
| Staatsmeisterschaft Segunda Divisão | 2001       |
| Staatsmeisterschaft Dritte Liga     | 2000       |
| Taça Estado da Bahia                | 2002–2003  |
| Copa do Nordeste                    | 2003       |

## Erfolge
- Staatsmeisterschaft von Bahia 3. Divisão: 2000
- Staatsmeisterschaft von Bahia Segunda Divisão: 2001
- Taça Estado da Bahia: 2003